# Bunne
Bunne est un village néerlandais de la commune de Tynaarlo, situé dans la province de Drenthe. Le 1er janvier 2020, la population s'élevait à 230 habitants.